# Coltena
Coltena (em grego: Κολθηνή; romaniz.: Kolthēnḗ; em armênio: Գողթն; romaniz.: Gołt'n) ou Colobitena (Χολοβιθηνή, Cholobithēnḗ), segundo a Geografia de Ananias de Siracena (século VII), foi um gavar (cantão) da província da Vaspuracânia, na Armênia. Os ancestrais do renomado compositor e etnólogo musical armênio do século XX, Komitas Vardapet, eram originários de Coltena.

## História

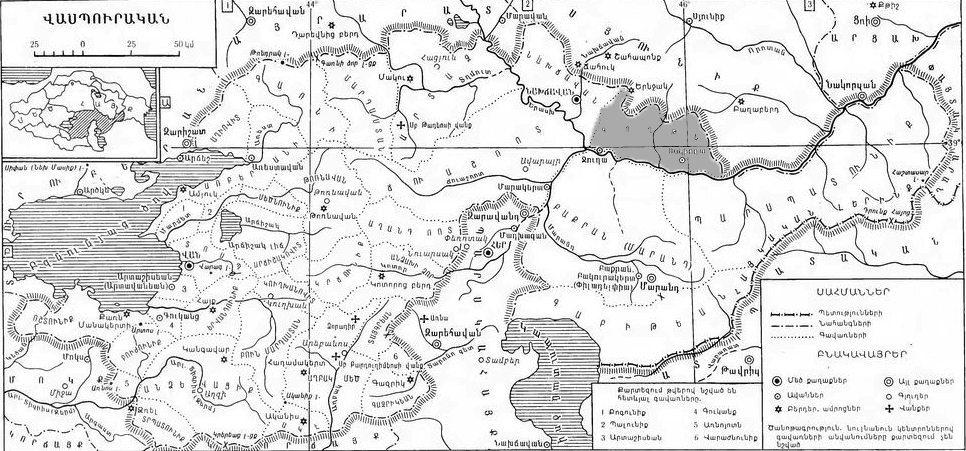
Coltena

Coltena estava localizada a leste do rio Araxes. Incluía o território em torno das atuais Apracunis e Ordubade e era centrada em Coluata (Goltém; atual Quilite). Compreendia uma área de 1 375 quilômetros quadrados. Era governada por uma casa principesca local, cujo domínio se estendia até Ernejaque (atual Alinja). Após a Paz de Acilisena de 387, que dividiu a Armênia em duas zonas de influência, uma romana e outra sassânida, continuou compondo os territórios que permaneceram sob controle armênio direto. É possível que Coltena tenha sido incorporada nos domínios do principado de Siúnia antes da dissolução da dinastia arsácida em 428.